# 朱光正
朱光正為清朝武官官員，本籍浙江。1748年（乾隆13年）奉旨調任前往台灣，接任蕭璟擔任台灣鎮總兵。是台灣清治時期此期間，受台灣道制約的台灣地區最高軍事首長。